# Casma (distrito)
Casma é um distrito peruano localizado na Província de Casma, departamento Ancash. Sua capital é a cidade de Casma.

## Transporte
O distrito de Casma é servido pela seguinte rodovia:
- PE-14, que liga o distrito à cidade de Huaraz
- PE-1N, que liga o distrito de Aguas Verdes (Região de Tumbes) - Ponte Huaquillas/Aguas Verdes (Fronteira Equador-Peru) - e a rodovia equatoriana E50 - à cidade de Lima (Província de Lima)[2][3][4]